# NGC 1436
NGC 1436 је спирална галаксија у сазвежђу Еридан која се налази на NGC листи објеката дубоког неба.
Деклинација објекта је - 35° 51' 15" а ректасцензија 3h 43m 37,1s. Привидна величина (магнитуда) објекта NGC 1436 износи 11,7 а фотографска магнитуда 12,5. Налази се на удаљености од 19,199 милиона парсека од Сунца. NGC 1436 је још познат и под ознакама NGC 1437, ESO 358-58, MCG -6-9-25, FCC 290, AM 0341-360, IRAS 03417-3600, PGC 13687.